# Нинагава, Мика
Мика Нинагава (яп. 蜷川 実花 род. 18 октября 1972) — японский кинорежиссёр и фотограф.

## Биография
Дочь известного театрального режиссера Юкио Нинагавы, она впервые стала известна в конце 1990-х годов как часть японского движения Girly Photo, в рамках которого любители фотографировали предметы повседневного обихода. Ее работы впервые были выставлены за пределами Японии в 1997 году в парижском концепт-сторе англ. Colette. В 2001 году она получила 26-ю премию Кимуры Ихэя (англ. Kimura Ihei Award), одну из самых престижных премий Японии в области фотографии.
В 2014 году Мика Нинагава была назначена членом исполнительного совета Токийского организационного комитета Олимпийских и Паралимпийских игр 2020 года.

## Работа
В 2007 году Мика Нинагава дебютировала в качестве режиссера полнометражного фильма «Сакуран». В сентябре 2010 года вышел ее клип на песню AKB48 «Heavy Rotation». В 2012 году она сняла фильм по манге Helter Skelter. В 2020 году состоялся ее дебют как режиссера сериалов в веб-сериале Netflix англ. Followers.

## Награды
- New Cosmos of Photography Excellence Award, Canon, 1996[6]
- Photo Encouragement Award, Konica, 1998[7]
- Kimura Ihei Award, «Асахи симбун», 2001[8]
- Kaneto Shindo Award, 2012[9]

## Фильмография
- «Сакуран»
- Helter Skelter
- Diner
- «Исповедь „неполноценного“ человека»
- ×××HOLiC